# 多萊加
多萊加（西班牙語：Dolega），是巴拿馬的城鎮，位於該國西部，由奇里基省的多萊加區負責管轄，面積26.8平方公里，海拔高度234米，2010年人口4,074，人口密度每平方公里152人。